# Jean-Baptiste Angles
Pour les articles homonymes, voir Angles.
Jean-Antoine-Baptiste Angles, né le 4 juillet 1865 à Alrance dans l'Aveyron et décédé à l'âge de 70 ans le 22 août 1935 à Kitakyūshū au Japon, est un missionnaire français des missions étrangères de Paris.
Admis au séminaire des missions étrangères en 1886, Angles est ordonné prêtre le 28 septembre 1890 et part pour le Japon le 12 novembre 1890. Durant ses vingt années d'activités de missionnaire, il publie un certain nombre de brochures : La sanction de la morale (Dôtoku no seisai) en 1900 ainsi que La religion future du Japon (Nihon no shôrai no shûkyô) en 1907. En 1912, il quitte les missions étrangères pour entrer à l'ordre cistercien de la stricte observance (trappistes) à Pékin, dont il devient le sous-prieur. En 1924, il revient au Japon à la trappe de Tobetsu. Il en devient le sous-prieur en 1926. En 1935, il est nommé aumônier des trappistines de Yawata à Kitakyūshū où il meurt le 22 août 1935.